# Omar El Hilali
Omar El Hilali (en árabe: عُمَر الْهِلَالِيّ; Hospitalet de Llobregat, 12 de septiembre de 2003) es un futbolista hispano-marroquí que juega como lateral derecho en el RCD Espanyol de la Primera División.

## Trayectoria
Nacido en Hospitalet de Llobregat, se une al fútbol base del RCD Espanyol en 2016 procedente del CF Santa Eulàlia, debutando con el filial el 18 de octubre de 2020 al partir como titular en una victoria por 2-1 frente al AE Prat en la Segunda División B. Logra debutar con el primer equipo el 4 de abril de 2021 al entrar como suplente en la segunda mitad de una victoria por 3-0 frente al Albacete Balompié en Segunda División Se convirtió en un titular indiscutible en segunda en la temporada 2023/2024 y prosiguió en la temporada 2024/2025 con el espanyol.

## Clubes
Actualizado al último partido disputado el 5 de octubre de 2024.
| Club             | País   | Año        | Partidos | Goles |
| ---------------- | ------ | ---------- | -------- | ----- |
| RCD Espanyol "B" | España | 2020-2024. | 48       | 1     |
| RCD Espanyol     | España | 2021-act.  | 58       | 0     |